# London Rowing Club
Le London Rowing Club (LRC, ou familièrement, « London ») est le deuxième plus ancien des clubs d'aviron actifs non universitaires sur la Tamise à Londres, au Royaume-Uni. Il a été fondé en 1856 par des membres du Argonauts Club (en), dissous depuis longtemps, souhaitant participer à la Henley Royal Regatta.
Le LRC est considéré comme l'un des clubs d'aviron les plus prospères de Grande-Bretagne et a longtemps été dirigé par le prince Philip, duc d'Édimbourg,. Il est affilié à la Fédération britannique d'aviron et son « code bateau » est « LRC ».

## Histoire

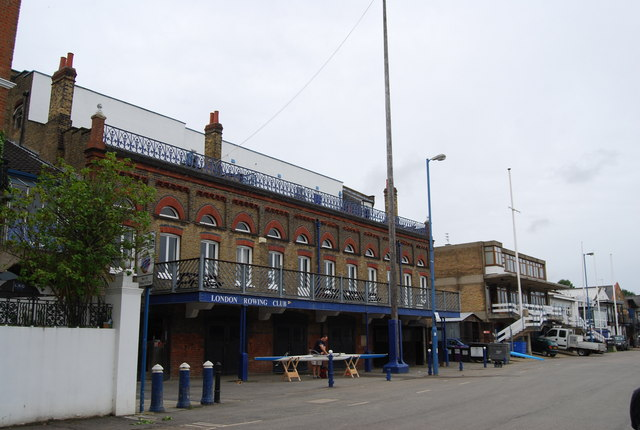
Le siège du London Rowing Club sur la digue de Putney à l'ouest du centre de Londres.

Le club a été fondé en 1856 à l'instigation d'Herbert Playford (en), A. A. Casamajor (en) et Josias Nottidge (en) dans le but de promouvoir l'aviron sur la Tamise et de remporter des médailles au Henley Royal Regatta. Les trois faisaient partie de l'équipage qui a remporté la Grand Challenge Cup à Henley en 1857. LRC est le deuxième club le plus ancien du type non académique à Londres, après le Poplar Blackwall and District Rowing Club (en) qui a hérité de ce statut du Leander Club qui a progressivement migré de 1897 à 1961 vers Henley-on-Thames dans l'Oxfordshire.
Le club et ses membres ont joué un rôle fondamental dans la mise en place et l'évolution de la Metropolitan Regatta (en).
C'est l'un des sept clubs fondateurs du Remenham Club (en) d'Henley et l'un des cinq clubs qui ont conservé le droit de nommer des représentants directement au Conseil du British Rowing. Cependant, ce droit leur a finalement été retiré en septembre 2012.

### Époque moderne
En 2016, Phelan Hill est le barreur du huit Open qui remporte l'or aux Jeux Olympiques de Rio, tandis que Jess Eddie est la barreuse du huit féminin qui remporte la médaille d'argent lors de ces mêmes Jeux.
Sophie Hosking, médaillée d'or, et Rob Williams ont concouru pour la Grande-Bretagne aux Jeux olympiques de Londres en 2012 dans le deux de couple poids léger féminin et le quatre sans barreur léger masculin.
Le London Rowing Club fournit la moitié des rameurs pour les équipages composites internationaux légers qui remportent le Club Quads en 2007. Le club remporte également les Wyfolds (en) en 2011.
En 2008, deux de ses membres, James Lindsay-Fynn (en) et James Clarke (en), participent aux Jeux olympiques de Pékin dans la catégorie des quatre sans barreur des hommes légers. En 1996, Nick Strange (en) et Ben Helm (en) participent aux Jeux olympiques d'Atlanta en deux de couple poids léger et au Quatre barré poids léger. En mai 1994 à Paris, les quatre poids léger de Londres, Butt, Watson, Strange et Helm établissent le meilleur temps mondial pour les quatre Open et légers en 05 minutes 48 secondes 86.

## Installations
L'histoire du London Rowing Club commence dans des chambres louées au Star & Garter Pub à Putney. Aujourd'hui, le club dispose d'un important hangar à bateaux (modifié et agrandi en 1974, en 2008 et en 2018/2019) près de Putney Bridge.
En 2019, les présidents actuels et passés du club Mike Baldwin et Mike Williams inaugurent le nouveau gymnase Peter Coni. Celui-ci occupe l'espace au-dessus du bassin d'aviron datant des années 1920, du vestiaire de anciens et de l'ancien gymnase. La conception exigeait une faible empreinte carbone, ce qui se traduit entre autres par un système de ventilation passive moderne. Lors de l'ouverture, certains membres ont déclaré avec humour qu'“au moins on peut maintenant boucher les trous dans les murs”.

## Les membres célèbres
Parmi les anciens membres du club figurent le pilote automobile britannique Graham Hill, champion du monde de Formule 1 en 1962 et 1968 et seul pilote à avoir remporté la triple couronne du sport automobile. De 1952 à 1954, Hill a disputé vingt finales avec Londres, généralement en course d'équipage, dont huit se sont soldées par des victoires. Il a également barré le huit de Londres qui s'est bien classé lors de la Grand Challenge Cup (en) à la Henley Royal Regatta. Graham Hill a utilisé les couleurs du club pour le design de son casque de pilote automobile, tout comme son fils Damon, champion du monde de Formule 1 en 1996, et son petit-fils Joshua Hill, ancien pilote du championnat de Grande-Bretagne de Formule Ford puis de Formule Renault.
Les membres actuels du club comprennent des rameurs internationaux de Grande-Bretagne, d'Irlande et d'Allemagne :
- James Clarke (en)
- Jess Eddie
- Danny Harte
- Phelan Hill
- Stephen Feeney
- Sophie Hosking
- James Lindsay-Fynn
- Mathilde Pauls (en)
- Rob Williams[8]
- Daniel Topolski (en)
- Charles Dickens Jr. (en)

L'ancien entraîneur en chef était le médaillé d'argent australien Paul Reedy.

## Honneurs

### Champions de Grande-Bretagne récents
| Année | Équipage(s) gagnant(s)                                  |
| ----- | ------------------------------------------------------- |
| 2009  | Open 1x                                                 |
| 2010  | Open 4-, Open 4+, Open 8+, Open L2x, Open L2-, Open L4- |
| 2011  | Open L2x                                                |
| 2014  | 4x féminin, 4- féminin                                  |

### Henley Royal Regatta
| Année | Courses gagnées                                                                         |
| ----- | --------------------------------------------------------------------------------------- |
| 1857  | Grand Challenge Cup, Stewards' Challenge Cup, Diamond Challenge Sculls                  |
| 1858  | Stewards' Challenge Cup, Silver Goblets, Diamond Challenge Sculls                       |
| 1859  | Grand Challenge Cup                                                                     |
| 1860  | Silver Goblets, Diamond Challenge Sculls, Wyfold Challenge Cup                          |
| 1861  | Diamond Challenge Sculls                                                                |
| 1862  | Grand Challenge Cup, Diamond Challenge Sculls, Wyfold Challenge Cup                     |
| 1864  | Stewards' Challenge Cup                                                                 |
| 1865  | Silver Goblets                                                                          |
| 1868  | Grand Challenge Cup, Stewards' Challenge Cup, Diamond Challenge Sculls                  |
| 1869  | Stewards' Challenge Cup, Silver Goblets                                                 |
| 1871  | Stewards' Challenge Cup, Silver Goblets                                                 |
| 1872  | Grand Challenge Cup, Stewards' Challenge Cup, Presentation Cup                          |
| 1873  | Grand Challenge Cup, Stewards' Challenge Cup                                            |
| 1874  | Grand Challenge Cup, Stewards' Challenge Cup, Silver Goblets                            |
| 1875  | Stewards' Challenge Cup, Thames Challenge Cup                                           |
| 1876  | Stewards' Challenge Cup, Silver Goblets, Diamond Challenge Sculls                       |
| 1877  | Grand Challenge Cup (en), Stewards' Challenge Cup, Thames Challenge Cup                 |
| 1878  | Stewards' Challenge Cup, Thames Challenge Cup                                           |
| 1879  | Silver Goblets, Wyfold Challenge Cup                                                    |
| 1880  | Thames Challenge Cup, Wyfold Challenge Cup                                              |
| 1881  | Grand Challenge Cup (en)                                                                |
| 1883  | Grand Challenge Cup (en), Thames Challenge Cup                                          |
| 1884  | Grand Challenge Cup (en)                                                                |
| 1885  | Thames Challenge Cup                                                                    |
| 1886  | Thames Challenge Cup                                                                    |
| 1889  | Wyfold Challenge Cup                                                                    |
| 1890  | Grand Challenge Cup (en)                                                                |
| 1895  | Stewards' Challenge Cup, Silver Goblets & Nickalls' Challenge Cup, Wyfold Challenge Cup |
| 1896  | Stewards' Challenge Cup, Silver Goblets & Nickalls' Challenge Cup                       |
| 1905  | Wyfold Challenge Cup                                                                    |
| 1906  | Wyfold Challenge Cup                                                                    |
| 1914  | Wyfold Challenge Cup                                                                    |
| 1923  | Diamond Challenge Sculls                                                                |
| 1926  | Wyfold Challenge Cup                                                                    |
| 1927  | Silver Goblets & Nickalls' Challenge Cup                                                |
| 1930  | Grand Challenge Cup, Stewards' Challenge Cup, Wyfold Challenge Cup                      |
| 1931  | Grand Challenge Cup, Stewards' Challenge Cup, Thames Challenge Cup                      |
| 1932  | Thames Challenge Cup, Wyfold Challenge Cup                                              |
| 1933  | Grand Challenge Cup, Wyfold Challenge Cup                                               |
| 1935  | Thames Challenge Cup                                                                    |
| 1936  | Wyfold Challenge Cup                                                                    |
| 1937  | Wyfold Challenge Cup                                                                    |
| 1938  | Grand Challenge Cup, Wyfold Challenge Cup                                               |
| 1947  | Silver Goblets & Nickalls' Challenge Cup                                                |
| 1953  | Diamond Challenge Sculls                                                                |
| 1969  | Wyfold Challenge Cup                                                                    |
| 1970  | Britannia Challenge Cup                                                                 |
| 1971  | Prince Philip Challenge Cup                                                             |
| 1976  | Double Sculls Challenge Cup, Wyfold Challenge Cup                                       |
| 1977  | Stewards' Challenge Cup                                                                 |
| 1978  | Thames Challenge Cup                                                                    |
| 1979  | Grand Challenge Cup, Stewards' Challenge Cup                                            |
| 1981  | Stewards' Challenge Cup                                                                 |
| 1982  | Grand Challenge Cup                                                                     |
| 1984  | Grand Challenge Cup                                                                     |
| 1990  | Wyfold Challenge Cup                                                                    |
| 1993  | Double Sculls Challenge Cup, Wyfold Challenge Cup                                       |
| 1996  | Stewards' Challenge Cup                                                                 |
| 1998  | Thames Challenge Cup                                                                    |
| 2004  | Thames Challenge Cup, Wyfold Challenge Cup                                              |
| 2005  | Double Sculls Challenge Cup                                                             |
| 2011  | Wyfold Challenge Cup                                                                    |